# Nemzetközi Digitális Gyermekkönyvtár
A Nemzetközi Digitális Gyermekkönyvtár (International Children's Digital Library- ICDL) egy nemzetközi kezdeményezés keretében létrejött e-könyvtár, amely a gyermekirodalmat, illetve a gyermekkultúrát hivatott terjeszteni a világháló segítségével.

## A könyvtárról
Az ICDL-t a Marylandi Egyetem kutatói és az Internet Archive fejlesztői közösen hozták létre, és indították el 2002 novemberében. Céljuk, hogy gyermekkönyvek digitalizált változatait tegyék közzé a világhálón. Emellett arra is törekednek, hogy a világ különböző pontjain élő gyerekek megismerhessék egymás szokásait, népeik kultúráját, hagyományait. Ily módon a portál elősegítheti a kölcsönös megértést, mások elfogadását. Emellett lehetőséget nyújt ismeretségi körök, kapcsolathálózatok kiépítésére is.
Az oldal elsősorban a 3-13 év közötti korosztályokhoz szól, ám pedagógusok, kutatók, irodalomtörténészek számára is kínál különféle lehetőségeket, elsősorban a gyermekirodalom tanulmányozását illetően. Az oldal fejlesztői több mint tízezer gyermekkönyv megjelentetését tervezik több mint 100 nyelven. Jelenleg közel 80 nyelven találhatunk rajta különféle műveket, a klasszikus nyelvek mellett többek között kínaiul, arabul és héberül is. A könyvek többsége eredeti nyelven olvasható, de egyeseknek a fordításait is megtalálhatjuk.
A „könyvtár” kizárólag nyomtatott könyvek digitalizált változatait tartalmazza. Java részük kortárs szerzők munkája, ám megtalálható köztük több klasszikus mű régebbi kiadása is.  Az oldal készítői komoly feltételekhez kötik, hogy milyen dokumentumok kerülhetnek a gyűjteménybe. Így pl. jogilag nem tiszta könyveket nem tesznek közzé, és nem támogatják a könyvek felhasználók általi terjesztését sem.          
Az ICDL több mint 200 munkatársat foglalkoztat világszerte, akik az oldal fejlesztésén túl foglalkozásokat tartanak a gyerekeknek, megismertetve velük az oldal használatát. A gyűjtemény gyarapításában könyvtárak, írók, kiadók segítségére támaszkodnak. Emellett szívesen várják az önkéntes fordítókat, hogy a meglévő dokumentumokat minél több nyelven közzétehessék, illetve, hogy az oldal minél több nyelven váljon használhatóvá (utóbbi jelenleg 19 nyelven lehetséges).

## Az oldal használata

### Keresés
A készítők fontosnak tartották, hogy a legkisebbek is könnyedén használhassák az oldalt, ezért egy különleges, vizuális felületet alakítottak ki, a lehető legegyszerűbbé téve ezzel a keresést és a böngészést. Kulcsszavak megadása mellett számtalan, különleges szempont szerint kereshetünk rajta. 
A gyerekek számára létrehoztak néhány különleges kategóriát, amelyek közül kiválaszthatják a nekik tetsző keresési feltételeket. Így például kereshetnek a borítók színe, a könyvek hosszúsága, alakja, vagy ajánlott korosztályok szerint, de azt is eldönthetik, hogy fiktív vagy valós témájú könyvet szeretnének-e. Ezen kívül megadhatják, hogy milyen legyen a történet hangulata (vidám, szomorú, félelmetes stb.), milyen szereplőkről szóljon, illetve, hogy képes, vagy egyszerű szöveges könyvet szeretnének-e. Kereshetnek még országok, nyelvek szerint, szerzői lista segítségével, továbbá választhatnak a nekik felkínált legújabb vagy díjnyertes könyvek közül is.
Emellett több kisebb gyűjteményt találhatunk az oldalon, amelyekben egy-egy témával kapcsolatban válogattak össze különféle műveket. Néhányan közülük régebbi, 1923 előtt kiadott könyvekből állnak. Ezeket más, meglévő gyűjteményekből (pl. Google Books) vették át. A gyerekek innen is választhatnak könyvet maguknak.  

### Olvasási módok
A kiválasztott könyv adatlapján az eredeti kiadás borítója látható. Mellette feltüntetik a megjelenés adatait, a közreadó nevét, a dokumentum nyelvét, valamint hogy más nyelven is megtalálható-e az oldalon. Magukat a könyveket többféle módon olvashatjuk. A hagyományos olvasás esetén egyszerre megjelenik előttünk az összes oldal kicsinyített képe, és kiválaszthatjuk közülük, melyiket szeretnénk olvasni. Megadhatjuk, hogy egyszerre egy vagy két oldalt kívánunk-e megtekinteni. Az oldalakat tetszés szerint nagyíthatjuk-kicsinyíthetjük, és könnyedén lapozhatunk közöttük. 
A hagyományos olvasási mód mellett még két, JAVA-s programalapú megjelenítésre van lehetőségünk. Az egyik a képregényszerű olvasás, amikor új ablakban, az előbbihez hasonló módon jelennek meg az oldalak, a kiválasztott(ak)ra pedig egyszerűen ráközelíthetünk. A harmadik olvasási módban a lapok egy spirálon jelennek meg. Mindkét módban lehetőségünk van lapozni, nagyítani-kicsinyíteni.

## A könyvtár magyar nyelvű anyaga
Jelenleg 17 magyar nyelvű könyv található az ICDL gyűjteményében. Elsőként Vékás Sándor ajánlotta fel munkáit (Hörcsög Herdinánd új lakása, Béka Béni bárja) a könyvtár számára. A magyar nyelvű gyűjtemény java részét Fecske Csaba könyvei képviselik.
A gyűjtemény további bővítéséhez az lenne szükséges, hogy minél több szerző járuljon hozzá művei közzétételéhez a világhálón.

## Külső hivatkozások
- Nemzetközi Digitális Gyermekkönyvtár honlapja